# Ковалишин Франц
Франц-Ксаве́рій Ковали́шин (20 серпня 1861, с. Пониковиця Мала — 12 червня 1915, Львів)  — український історик, архіваріус, художник та фотограф. Член Товариства любителів минувщини Львова (пол. Towarzystwo miłośników przeszłośći Lwowa), де обіймав посаду скарбника. 

## Життєпис
Народився 20 серпня 1861 року у селі Пониковиця Мала, Львівського округу, Королівства Галичини і Володимирії (нині село Пониковиця, Золочівського району, Львівської області, Україна) в сім'ї шкільного вчителя Сильвестра Ковалишина та його дружини Тетяни з дому Якімець. Охрещений був місцевим греко-католицьким парохом отцем Степаном Турчинським.
Закінчив школу й гімназію. Вступив на відділ архітектури Цісарсько-королівської політехнічної школи у Львові, проте вищої освіти не здобув через скрутне матеріальне становище.
Спочатку працював шевцем. 1897 року став службовцем Львівського магістрату. Пройшов усі щаблі службовими сходами від дієтаріуса до офіціала. Мешкав у Львові на вул. Бартоша Ґловацького, 7 (нинішня вулиця Якова Головацького). У цей самий час бере участь у складі редакції ілюстрованого часопису «Goniec і Iskra», яка містилася на вул. Крашевського, 23 (нинішня вул. Соломії Крушельницької).
З 1906 року Франц Ковалишин працював архіваріусом в Архіві давніх актів міста Львова, став найближчим помічником директора архіву доктора Александера Чоловського-Саса та його заступника — історика Львова Францішека Яворського. Водночас співпрацював як графік з львівськими видавництвами, виконував малюнки тушшю, пером.
Непересічний знавець старовини, палеографії, каліграф, рисувальник, світляр, реставратор гравюр, давніх картин. Замальовував пам'ятки Львова, зокрема, нині не існуючих — Міхалевічівську (№ 17), Докторівську (№ 19), Крохмальовську (№ 21), Лейзерівську (Підвоєводинську; № 23), Кривесівську (Костівську; № 25) кам'яниці, що знаходилися зі східного боку вулиці Бляхарської (Жидівської) (нинішня вулиця Івана Федоровича), їх архітектурні деталі та орнаменти. Тривалий час збирав відбитки печаток та рисунки гербів міст Галичини. Підготував до друку довідник із міської геральдики, що містить близько 200 позицій (не опублікований; рукопис зберігається в Центральному державному історичному архіві України у м. Львові). Займався фотографією, реставрував гравюри та картини.
Для Етнографічної комісії Наукового товариства імені Шевченка підготував кольоровий альбом селянського одягу Брідщини кінця XIX століття. Був добрим рисувальником, виконав сотні ілюстрацій пам'яток історії, археології, палеографії для серійного видання «Biblioteka Lwowska» (виходило від 1907), українського тижневика «Неділя», львівськими часописами «Gazeta codzienna» та «Dziennik dla wszystkich» тощо. Саме у двох останніх виданнях упродовж 1887—1904 років він опублікував близько 66 рисованих портретів популярних історичних та громадських діячів. Також був автором графічних реконструкцій Високого й Низького замків, брам та веж давнього Львова, пранґера, церкви Чесного Хреста, гори Хмельницького та інших.
В останні роки життя Франц Ковалишин перебував у важкому матеріальному становищі. На його утриманні були діти, хвора дружина та старенька мати, яка померла у віці 82 роки за десять місяців до смерті самого Ковалишина. 16 січня 1912 року Ковалишин пише листа до львівського Магістрату, в якому звертається з проханням про надання вищого посадового рангу та збільшення зарплатні. Через певний час його клопотання задовольнили.
17 січня 1914 року листом до львівського Магістрату звертається вже директор архіву доктор Александер Чоловський-Сас, де пише, що впродовж багатьох років у нього було два єдиних помічники: історик Францішек Яворський та незрівнянний працівник у справах маніпуляційно-художніх Францішек Ковалишин. Доктор Чоловський звертався з проханням до Ради міста призначити двох нових практикантів на посади асистента Архіву та асистента Національного музею імені короля Яна III через те, що обидва згадувані працівники мають проблеми зі здоров'ям та потребують тривалого лікування та відпочинку. Відомо, що в останні місяці життя Франц Ковалишин їздив на лікування до Трускавця, але, незважаючи на хворобу, не переставав активно працювати.
Помер 12 червня 1915 року, був похований до могили матері на розі поля № 13 Личаківського цвинтаря (могила № 145). Біля нього, через одну могилу, у 1930 році був похований історик Богдан Януш. Обидві могили з часом були втрачені. На похованні Богдана Януша співробітниками музею «Личаківський цвинтар» встановлено пам'ятний знак.

## Родина
20 жовтня 1884 року у Бродах одружився з Марією Пурхль.

## Праці та проєкти
- «Вежа „бернардинка“» (папір з філігранню, акварель; кінець XIX – початок XX століття)[9];
- «Вежа кравців» (папір з філігранню, акварель; 22×28,5 см;  кінець XIX – початок XX століття)[9];
- «Вежа крамарів» (папір, акварель; кінець XIX – початок XX століття)[9];
- «Вежі оборонних мурів» (папір, олівець; початок XX століття)[9];
- «Будинок Ставропігійського братства» (1902);
- «Вид Львова від костелу св. Софії» (копія акварелі Емілії Дзєдушицької 1820 р.; папір, акварель; (1902)[9];
- «Бернардинська площа у Львові» (копія акварелі Жана Вейніга 1773 р.; папір, акварель)[9];
- «Пранґер, журавель і орчик» (малюнок тушшю; 1904)
- «Вацлав Кошиць в агонії в міському шпиталі у Львові» (1904);
- «Підземний хід, виявлений під час земляних робіт у 1900 році» (Папір, акварель; 23,8×28,5 см)[11];
- «Велика Міська синагога» (папір, туш, перо, акварель; 1910)[9];
- «Будинок на пл. Ринок, 11, розібраний 1899 р.» (папір, акварель; 21×35,5 см)[9];
- «Вулиця Ружана» (папір, туш, перо; 30,5×20,3 см)[9];
- «Костел єзуїтів у Львові»;
- «Вежа римарів у Львові»;
- «Високий замок у Львові» (папір, туш, перо; 27,3×35,7 см)[9];
- «Волоська церква у Львові» (олівець, акварель);
- «Низький замок у Львові» (акварель. За гравюрою Ф. Пернера «Вид Львова — головного міста Галичини та Володимирії»);
- «Перший поверх кам'яниці Коркесів»;
- ілюстрації до книги Маєра Балабана «Dzielnica żydowska, jej dzieje i zabytki»:
  - «Widok wschodniej strony ulicy Blacharskiej (Zydowskiej)»[7];
  - «Widok zewnętrzny synagogi Nachmanowiczów»[12]:
  - «Widok sciany wschodniej synagogi Nachmanowiczów»[13];
  - «Dom D-ra Simche Menachema (Blacharska, 19)»[14]
  - «Swiecznik „miejskiego bractwa tragarzy“ z wielkiej synagogi miejskiej»[15];
  - «Dom Jakoba Gombrychta (Boimów, 30) widziany z ul. Serbskiej (Rózanej)»[16]
  - «Najwyższa część ulicy Boimów»[17];
  - «Kuna (pręgierz) z wielkiej synagogi przedmiejskiej. Zamknięty w niej człowiek wzięty ze zbiorów biblioteki Pawlikowskich»[18];
  - «Kramy żydowskie z domu przy ul. Blacharskiej 20»[19].

Роботи Францішека Ковалишина до 1939 року зберігалися у фондах Історичного музею, Бібліотеки Оссолінських, у відомій збірці графіки в бібліотеці Яна Ґвалберта Павліковського у Львові. У 1940 році, після націоналізації приватних збірок, графічні збірки Бібліотеки Оссолінських та Павліковських стали складовою частиною нинішньої графічної збірки Кабінету мистецтв Львівської національної наукової бібліотеки України імені Василя Стефаника. Багато малюнків Франца Ковалишина експонуються у Львівському історичному музеї.

Галерея робіт Франца Ковалишина
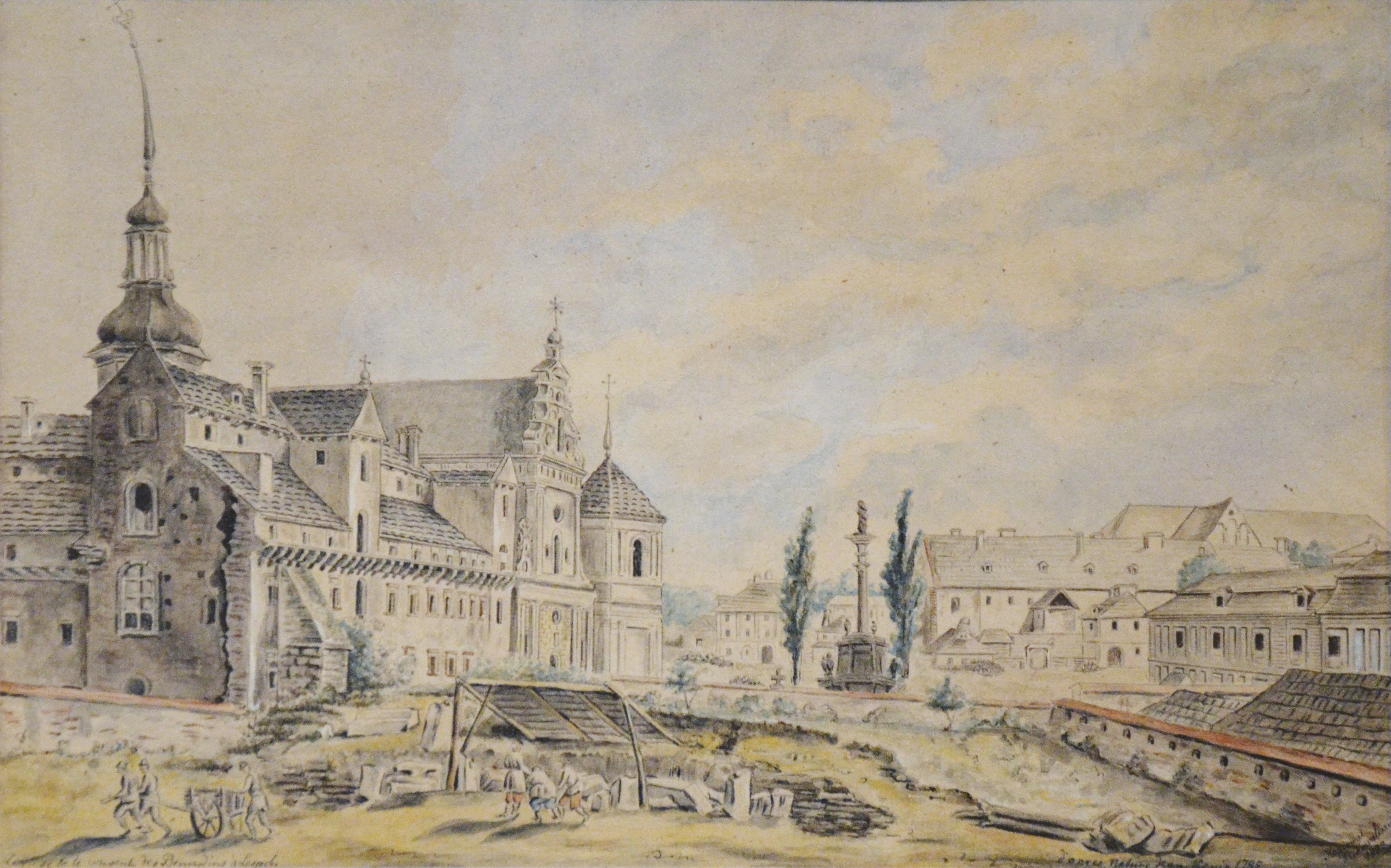
Бернардинська площа у Львові

## Вшанування пам'яті
- Іван Сварник написав розвідку «Франц Ковалишин і міська геральдика Галичини»[20].
- 11 лютого 2016 року, в приміщенні виставкового залу Львівського історичного музею відбулася виставка під назвою «Мистецька спадщина Франциска Ковалишина», на якій була представлена повна добірка робіт Франца Ковалишина, зокрема, графічні роботи, виконані олівцем, тушшю, аквареллю та вугіллям[21].